# Oberamt Ladenburg
Das Oberamt Ladenburg war ab 1705 ein Verwaltungsbezirk der Kurpfalz mit Sitz in Ladenburg. Nach Auflösung der Kurpfalz 1802 wurde Ladenburg Sitz eines badischen Bezirksamtes.

## Geschichte
Im Jahr 1705 einigten sich die Brüder Kurfürst Johann Wilhelm und Bischof Franz Ludwig von Pfalz-Neuburg auf einen größeren Gebietsaustausch zwischen dem Bistum Worms und der Kurpfalz. Ladenburg fiel dabei samt Neckarhausen an die Kurpfalz, die ein Oberamt Ladenburg mit der Stadt Ladenburg als Sitz einrichtete.
Im Jahr 1784 hatte das kleine kurpfälzische Oberamt, dessen Orte sich im Lobdengau, im Odenwald und an der Bergstraße befanden, 4841 Einwohner, davon 15 Judenfamilien. Nach Auflösung der Kurpfalz 1802 wurde das badische Amt Ladenburg geschaffen.

## Orte des Oberamtes
- Stadt Ladenburg mit den Höfen Meerhof und Rosenhof
- Neckarhausen
- Altenbach mit den Höfen Ringesheim und Hinterheubach
- Kellerei und Oberschultheißerei Hemsbach bestehend aus: Hemsbach mit den Höfen Lampertheimer Hütte, Guzenbach und Watzenhof, Sulzbach mit Sulzbacher Hof, Unterlautenbach.

## Amtmänner
- 1705 Franz Anton von Landsee
- 1715 von der Sachse
- 1730 Ludwig von Bettendorf
- 1744 Franz Xaveri von May
- 1754 Aloys von Busch (Sohn des kurpfälzischen Vizekanzlers Johann Bartholomäus von Busch)

## Quelle
- Johann Goswin Widder: Versuch einer vollständigen Geographisch-Historischen Beschreibung der Kurfürstl. Pfalz am Rheine. Erster Theil. Frankfurt / Leipzig 1786, S. 447 (Digitalisat).